# Димитр Ганев
Димитр Ганев Вербанов (болг. Димитър Ганев Върбанов; 20 жовтня 1898 року, с. Градець, Сливенська область, Болгарія — 20 квітня 1964 року, Софія, Болгарія) — болгарський державний діяч. Член БКП. Голова Президії НЗ НРБ з 30 листопада 1958 року по 20 квітня 1964 року.

## Біографія
Народився в селі Градець Сливенська область в Болгарії 9 листопада 1898 року (за новим стилем). У 1918 році став членом БКСМ, в 1921 році — БКП. Під час підготовки Вересневого повстання був заарештований, але потім випущений. Димитр був членом і секретарем ЦК Добруджанської революційної організації. Потім переїхав до Румунії. З 1934 року став членом ЦК РКП. Через рік був заарештований і засуджений на 10 років. У 1940 році звільнений. Під час Другої світової війни брав участь в русі Опору і став членом Політбюро ЦК БКП. Після 9 вересня 1944 був головним редактором газети «Работническо дело» (укр. «Робоча справа») і першим секретарем Софійського Міського та Обласного Комітету БКП. Пізніше був послом НРБ в Югославії, Румунії та Чехословаччини. З 1954 року — секретар ЦК БКП, з 1958 року і до своєї смерті був Головою Президії Народних Зборів НРБ.